# Reine Wisell
Reine Wisell (Motala, 1941. szeptember 30. – Jomtien, 2022. március 20.) svéd autóversenyző.

## Pályafutása
1967-ben megnyerte a svéd Formula–3-as bajnokságot.
1969 és 1974 között négy alkalommal állt rajthoz a Le Mans-i 24 órás versenyen, ám egyszer sem ért célba.
Pályafutása alatt a Formula–1-es világbajnokság huszonhárom versenyén vett részt. Az 1970-es amerikai nagydíjon debütált a sorozatban és rögtön egy harmadik hellyel mutatkozott be. Ezt a teljesítményét később nem tudta megismételni, de pontszerző többször volt még. Reine részt vett több, a világbajnokság keretein kívül rendezett Formula–1-es versenyen is ebben az időszakban.

## Eredményei

### Le Mans-i 24 órás autóverseny
| Év   | Csapat                | Autó               | Csapattárs         | Csapattárs          | Helyezés | Kiesés oka |
| ---- | --------------------- | ------------------ | ------------------ | ------------------- | -------- | ---------- |
| 1969 | Scuderia Filipinetti  | Chevrolet Corvette | Henri Greder       |                     | Kiesett  |            |
| 1970 | Scuderia Filipinetti  | Ferrari 512S       | Joakim Bonnier     |                     | Kiesett  | Baleset    |
| 1973 | Equipe Gitanes France | Lola T282          | Jean-Louis Lafosse | Hughes de Fierlandt | Kiesett  |            |
| 1974 | Gulf Research Racing  | Gulf GR7           | Vern Schuppan      |                     | Kiesett  |            |

### Teljes Formula–1-es eredménylistája
(Táblázat értelmezése)

(Félkövér: pole-pozícióból indult; dőlt: leggyorsabb kört futott) 

| Év   | Csapat                             | Modell         | Motor                   | 1      | 2      | 3      | 4       | 5     | 6      | 7      | 8      | 9   | 10     | 11     | 12     | 13     | 14  | 15  | Helyezés | Pont |
| ---- | ---------------------------------- | -------------- | ----------------------- | ------ | ------ | ------ | ------- | ----- | ------ | ------ | ------ | --- | ------ | ------ | ------ | ------ | --- | --- | -------- | ---- |
| 1970 | Gold Leaf Team Lotus               | Lotus 72C      | Cosworth V8             | RSA    | ESP    | MON    | BEL     | NED   | FRA    | GBR    | GER    | AUT | ITA    | CAN    | USA 3  | MEX Hn |     |     | 16.      | 4    |
| 1971 | Gold Leaf Team Lotus               | Lotus 72C      | Cosworth V8             | RSA 4  | ESP Hn | MON Ki |         |       |        |        |        |     |        |        |        |        |     |     | 12.      | 9    |
| 1971 | Gold Leaf Team Lotus               | Lotus 72D      | Cosworth V8             |        |        |        | NED Kiz | FRA 6 |        | GER 8  | AUT 4  | ITA | CAN 5  | USA Ki |        |        |     |     | 12.      | 9    |
| 1971 | Gold Leaf Team Lotus               | Lotus 56B      | Pratt & Whitney Turbine |        |        |        |         |       | GBR Hn |        |        |     |        |        |        |        |     |     | 12.      | 9    |
| 1972 | Marlboro BRM                       | BRM P153       | BRM V12                 | ARG Ki |        |        |         |       |        |        |        |     |        |        |        |        |     |     | -        | 0    |
| 1972 | Marlboro BRM                       | BRM P160B      | BRM V12                 |        | RSA    | ESP Ki | MON Ki  | BEL   | FRA Ki | GBR    |        |     |        |        |        |        |     |     | -        | 0    |
| 1972 | Marlboro BRM                       | BRM P160C      | BRM V12                 |        |        |        |         |       |        |        | GER Ki | AUT | ITA 12 |        |        |        |     |     | -        | 0    |
| 1972 | John Player Team Lotus             | Lotus 72D      | Cosworth V8             |        |        |        |         |       |        |        |        |     |        | CAN Ki | USA 10 |        |     |     | -        | 0    |
| 1973 | Team Pierre Robert                 | March 731      | Cosworth V8             | ARG    | BRA    | RSA    | ESP     | BEL   | MON    | SWE Ni |        |     |        |        |        |        |     |     | -        | 0    |
| 1973 | Clarke-Mordaunt- Guthrie-Durlacher | March 721G/731 | Cosworth V8             |        |        |        |         |       |        |        | FRA Ki | GBR | NED    | GER    | AUT    | ITA    | CAN | USA | -        | 0    |
| 1974 | March Engineering                  | March 741      | Cosworth V8             | ARG    | BRA    | RSA    | ESP     | BEL   | MON    | SWE Ki | NED    | FRA | GBR    | GER    | AUT    | ITA    | CAN | USA | -        | 0    |